# Amolops hainanensis
Amolops hainanensis är en groddjursart som först beskrevs av George Albert Boulenger 1900.  Amolops hainanensis ingår i släktet Amolops och familjen egentliga grodor. IUCN kategoriserar arten globalt som starkt hotad. Inga underarter finns listade i Catalogue of Life.